# 清潔能源計劃
清潔能源計劃（Clean Power Plan）是美國奥巴马政府旨在应对气候变化（全球变暖）而推出的政策，由美国国家环境保护局于2014年6月首次提出。2015年8月3日，美國總統奥巴马公布了该计划的最终版本。根據該計劃，美國每个州都被分配了一个单独的减少碳排放的目标，各州可以根據自己合适的方式来達成目標，但如果该州拒绝提交減排计划，美国国家环境保护局就有可能介入。如果每个州都完成了目标，那麼到2030年，相对于2005年的水平，美國发电产生的碳排放将减少32%，同时由于空气污染的减少，还能实现各种健康效益。
2017年，美國總統唐納·川普签署行政命令，授权环保局审查该计划 ，并宣佈美国退出《巴黎協定》。特朗普任命的美国国家环境保护局局長史考特·普魯特宣布，将于2017年10月10日开始啟動废除清洁能源计划的程序。